# ミスター・アンダーソン
ミスター・アンダーソン（Mr.Anderson、1976年3月6日 - ）は、アメリカ合衆国のプロレスラー。ウィスコンシン州グリーンベイ出身。TNAに所属。
本名はケネス・アンダーソン（Kenneth Anderson）。WWE時代のミスター・ケネディ（Mr.Kennedy）のリングネームでも知られる。

## 来歴
原子力施設のガードマン等の職を経験後、プロレスデビューは1999年。インディ団体を中心に活動した後に個人トレーナーをしていたことがきっかけでWWEと契約。OVWに所属し、ヴェロシティ、ヒートといった下部番組にも時々登場していた。

### WWE

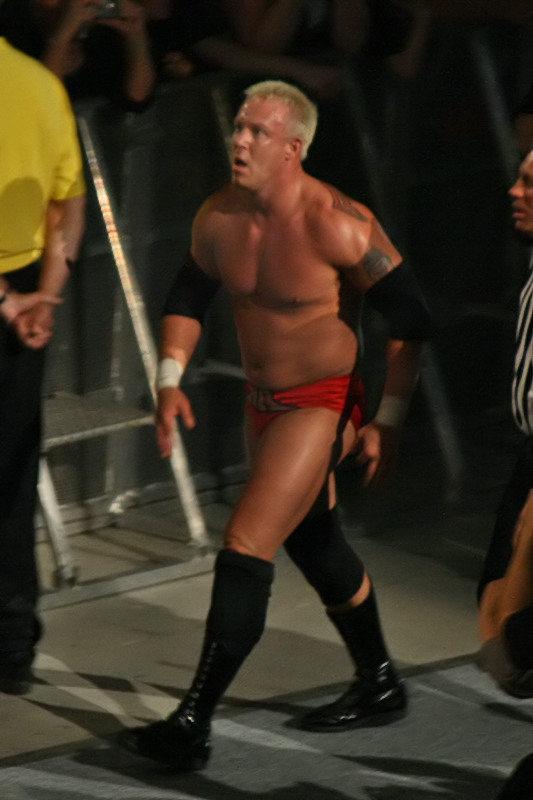
2007年

2005年8月25日、SmackDown!に初登場。11月8日、エディ・ゲレロと対戦。エディより椅子を投げ渡されるとエディは突如倒れて痛がる素振りを見せて勘違いしたレフェリーにより反則により敗戦を言い渡される。これに逆上して退場しようとしたエディの後頭部へ椅子を殴りつけた。同月13日、エディ・ゲレロは逝去。最後の対戦相手となり試合の内容により致命傷を与えたという誤解を招いた。12月に入り、WWEのヨーロッパ遠征の試合で背中の筋肉を断裂し、長期間欠場した。欠場中は何度かSmackDown!のTV解説者を務める。
2006年6月、復帰。7月に入ってからはバティスタとの抗争を繰り広げている。元世界ヘビー級王者や元WWE王者相手に反則やリングアウト等あの手この手で勝ち星を増やし、「一年間で6人の元チャンプに勝った男」という称号を得る。
2007年、ロイヤルランブルにおいてバティスタの保持する世界ヘビー級王座に挑戦するが敗れる。その後、ボビー・ラシュリーのECW世界王座に挑戦するも敗北。しかし、レッスルマニア23のマネー・イン・ザ・バンク・ラダー・マッチで勝利。翌年のレッスルマニア24にてその権利を使用すると予告する。だが、ハウスショーにて腕を負傷したため5月のRAWでマネーインザバンクを賭けたエッジとの試合に敗れ鞄の権利を奪われた。その後ドラフトでRAWに移籍。同団体のベテラン、ショーン・マイケルズと抗争し12月16日のアルマゲドンにて対戦するが敗れる。
2008年1月、ロイヤルランブルに出場。前年の抗争相手ショーン・マイケルズを敗退させる。2月25日のRAWより入場テーマ曲を変更した。レッスルマニア24後にエネミー・ラインシリーズの第3作の主演に抜擢され、その撮影のためにしばらく欠場。6月に行われた追加ドラフトで1年振りにスマックダウンに移籍した。11月より作品のプロモを行うため復帰したが、試合は行っていない。
2009年の追加ドラフトにより、RAWへ移籍。5月に電撃復帰をベビーとして果たすも、復帰試合で再び負傷する。同年5月29日にWWEから解雇が発表された。

### TNA

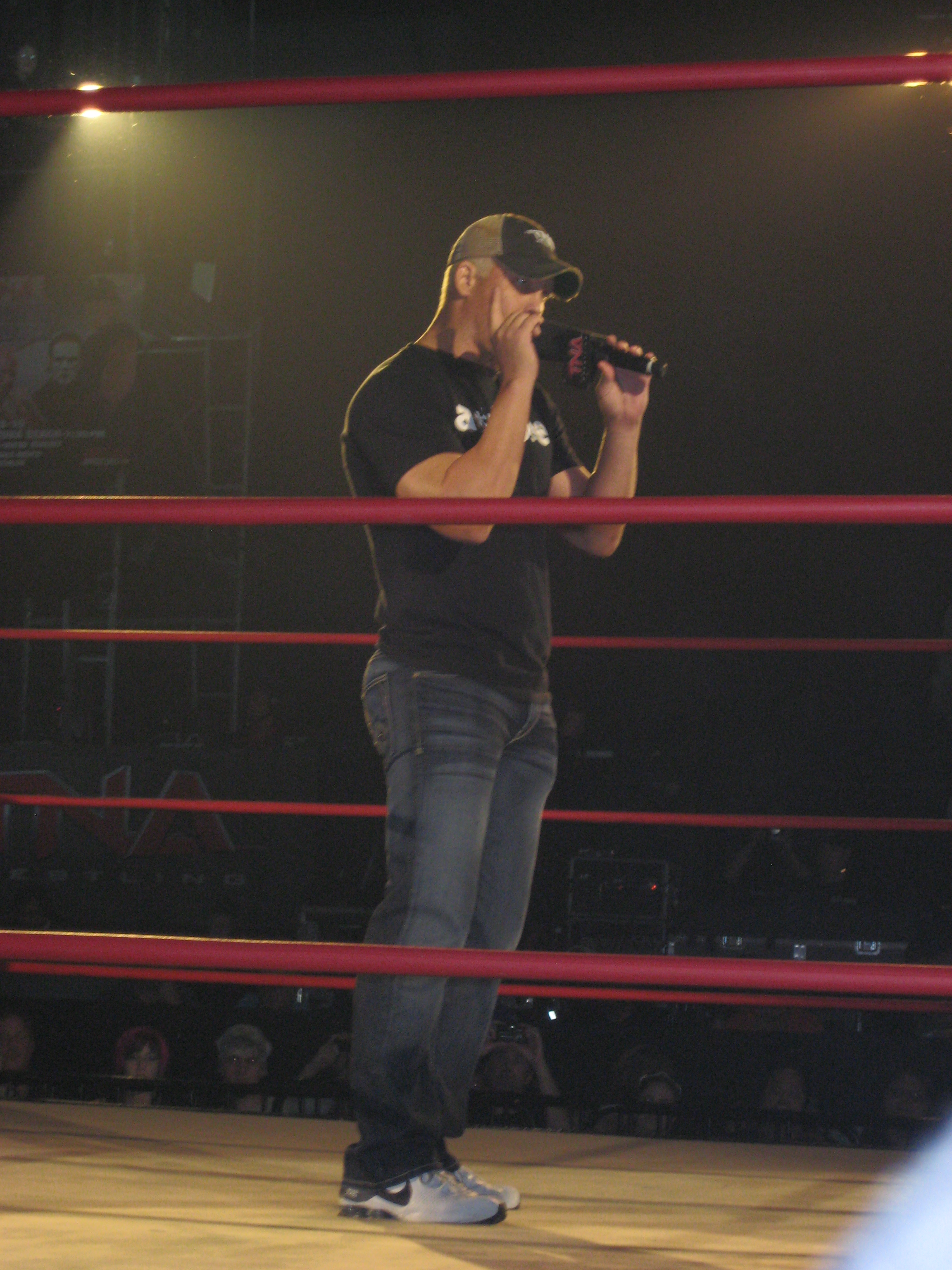
2010年

WWE解雇後、ハルク・ホーガンがオーストラリアにて開催したイベントであるハルカマニアに参戦した。
2010年1月、ミスター・アンダーソンのリングネームでTNAに登場。10月のiMPACT!にてジェフ・ハーディーの背後からのイス攻撃により後頭部に大怪我を負うアクシデントに見舞われる。
2011年1月、Genesisのマット・モーガンとのトップコンテンダーマッチに勝利した直後、エリック・ビショフによって急遽組まれたジェフ・ハーディーとのタイトル戦で連戦のハンディがありながらもマイクチェックでフォールを奪いTNA世界ヘビー級王座を奪取。

## その他
- WWE時代に使用したリングネームであるミスター・ケネディ（Mr. Kennedy）は、自身がオンラインゲームで以前用いていたハンドルネームに由来している。
- アンダーソンという姓は、アメリカのプロレス界においてジン・アンダーソン、ラーズ・アンダーソン、オレイ・アンダーソン、アーン・アンダーソンで構成されたユニットであるミネソタ・レッキング・クルーとの関連を連想させるために改名した。
- リングの中央に天井からつるされたマイクで一度自分の名前をコールした後、もう一度自分の名前をコールするマイクパフォーマンスを行う入場が特徴。名前のコールを2回繰り返すルーツは、自身の高校生時代にバスケットボールのアナウンスで選手のコールを2回繰り返していた事が好評であった事に依るもの。

- 先述の通りエディ・ゲレロの生前最後の対戦相手だが、WWE退団後の2009年11月にアンダーソンはブルータス・ビーフケーキとタッグを組んでウマガと試合を行った。この直後の12月にウマガは死去した為、アンダーソンはウマガの生前最後の対戦相手でもある。

## 得意技

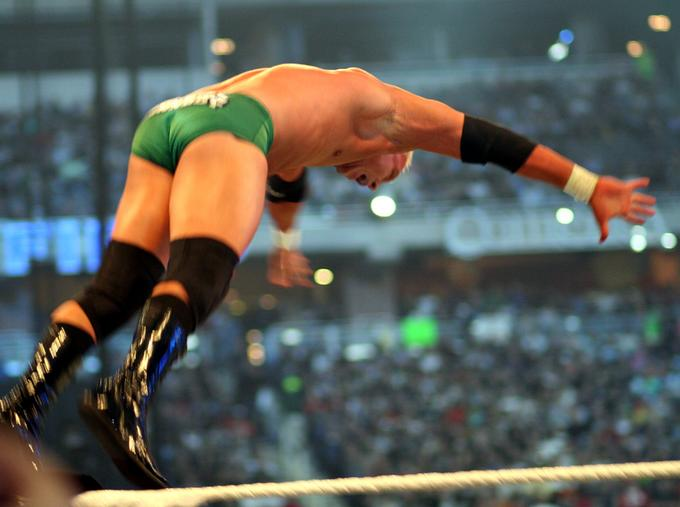
ケントーン・ボム

### フィニッシュ・ホールド

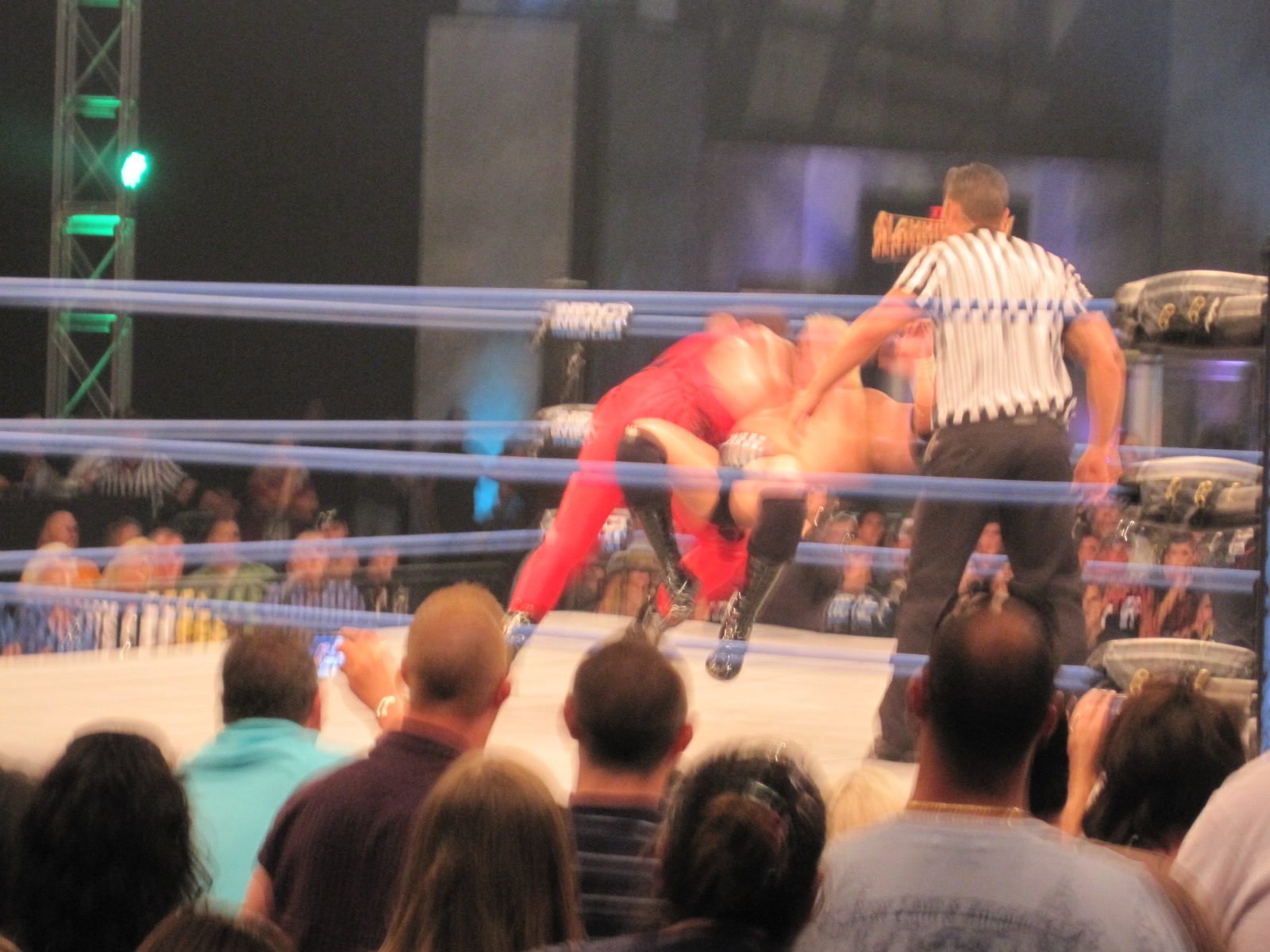
マイクチェック
リバースSTO
相手の正面から相手の脇に頭を差し込み、相手の左肩の上に右腕を引っかけ、相手の右足の後ろに自分の右足を引っかける。そのまま体を揺すって反動をつけて、前のめりに倒れこんで相手の顔面をマットにたたきつける。

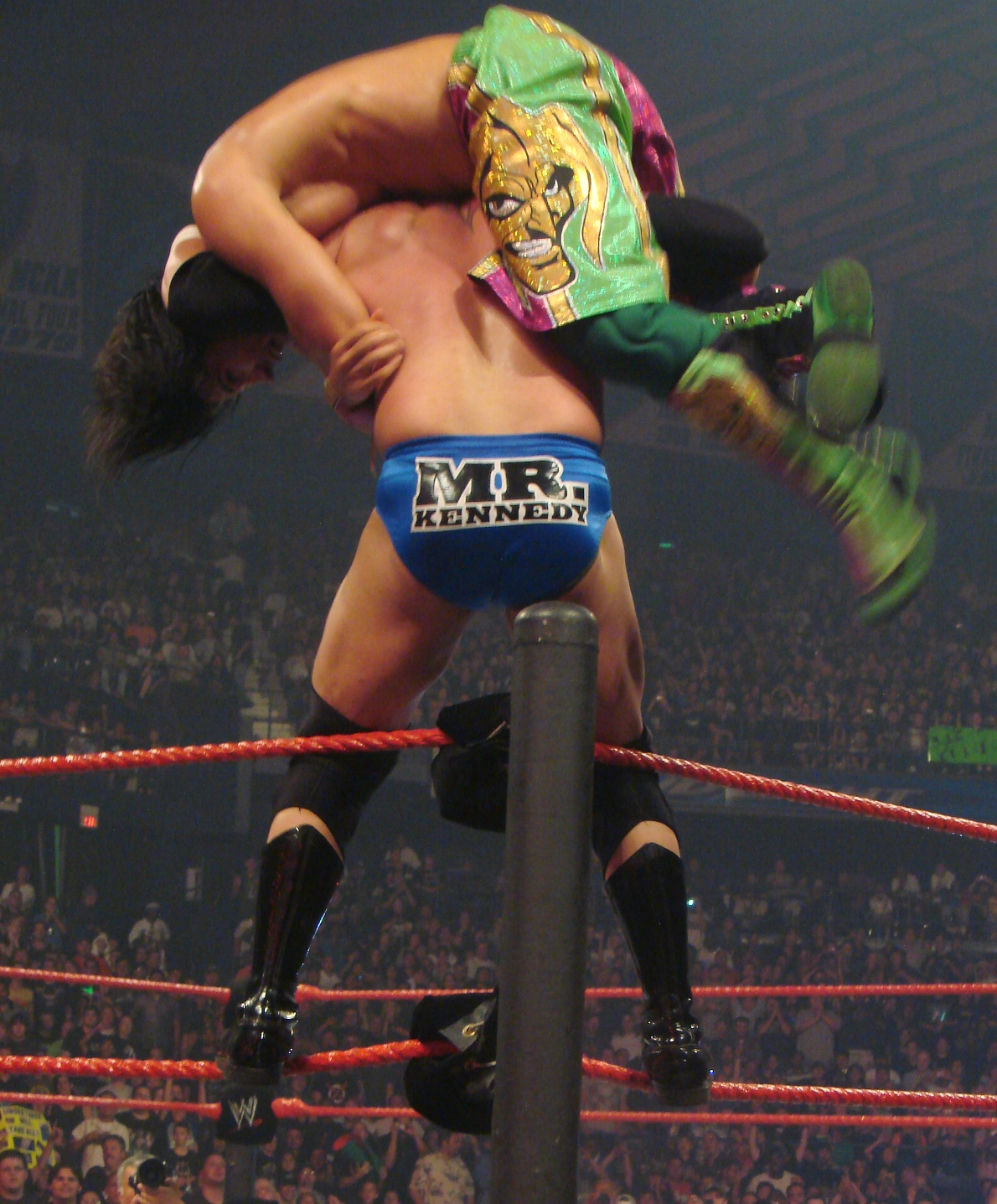
グリーンベイ・プランジ
コーナ中段からのリバース・バックフリップ
ケントーン・ボム
スワントン・ボムと同じ技。
コーナートップから空中で前方に270度回転して肩口から浴びせるセントーン。

### 打撃技
エルボー
ナックルパンチ
バックハンドチョップ
クローズライン
ドロップキック
フェイス・ウォッシュ
コーナーに座り込んだ相手の顔面を靴底で何度も擦り上げる。
延髄斬り
ニーリフト

### 投げ技
ターンバックル・パワーボム
スーパープレックス

## 獲得タイトル

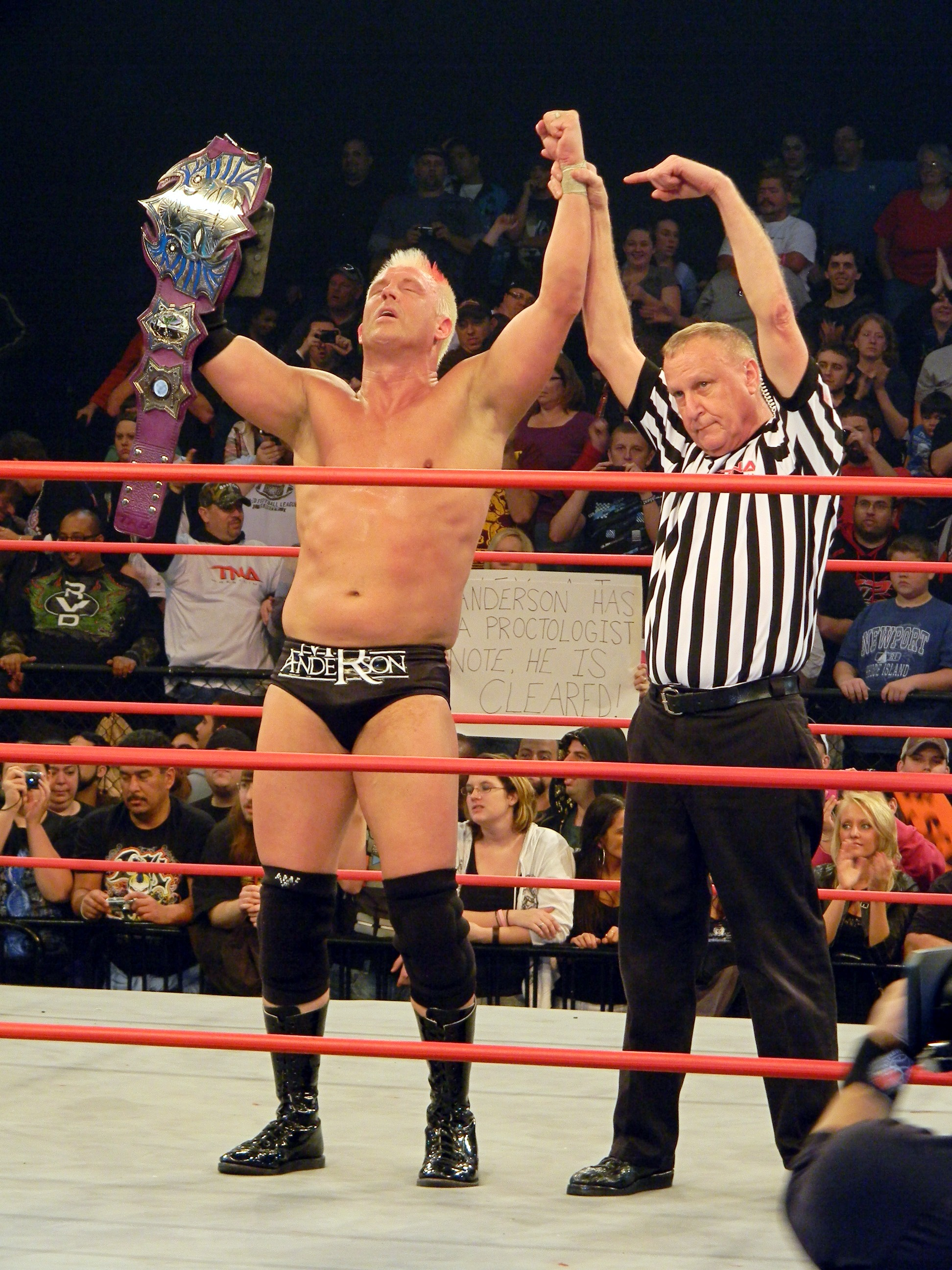
TNA世界ヘビー級王者時代

WWE
- WWE US王座 : 1回
- ミスター・マネー・イン・ザ・バンク

TNA
- TNA世界ヘビー級王座 : 2回

ACW
- ACWヘビー級王座 : 3回
- ACWTV王座 : 1回
- ACWタッグ王座 : 3回

w / マイク・マーキュリー、エリック・ハンマーズ、エイドリアン・セレーノ
- ACW殿堂

MAW
- MAWヘビー級王座 : 1回

NWA
- NWAミッドウェスト・ヘビー級王座 : 1回

UPCW
- UPCWタッグ王座 : 1回

w / ビッグ・ダディ・ロッカー
XICW
- XICWタッグ王座 : 1回

w / ジョーイ・パドゲット
GLCW
- GLCWヘビー級王座 : 1回

NWE
- NWE世界ヘビー級王座 : 1回

PWP
- PWPヘビー級王座 : 1回

## 入場曲
- Pour Some Sugar on Me - Def Leppard
- Turn Up the Trouble - Jim Johnston featuring Ted Nigro)
- Turn Up the Trouble Remix - Airbourne
- Feedback - Dale Oliver : 現在使用中